# 38639 Samuels
38639 Samuels este o planetă minoră (asteroid), cu un diametru de 1,323 km, din centura de asteroizi. A fost descoperită pe 5 iulie 2000 la Stația Anderson Mesa de Lowell Observatory Near-Earth-Object Search. 
Obiectul prezintă o orbită caracterizată de o semiaxă mare de 2,2034784 UAi, o excentricitate de 0,17, o înclinație de 4,22068 ° în raport cu ecliptica.